# Herbert Ahues
Herbert Siegfried Oskar Ahues (* 2. März 1922 in Berlin; † 11. Juli 2015 in Bremen) war ein deutscher Schachkomponist und Schach-Autor.

## Leben
In seiner letzten Aufgabensammlung vermerkte Ahues:

„Das Schachspiel hat schon vor meiner Geburt großen Einfluss auf mein Leben gehabt. Meine Eltern, beide schachbegeistert, lernten sich nämlich in der Berliner Schachgesellschaft kennen. Das Ergebnis war, dass ich am 2. März 1922 in Berlin das Licht der Welt erblickte. Ein paar Jahre später hatte mein Vater, Carl Ahues, nicht nur den Titel Meister von Deutschland errungen, sondern sich darüber hinaus zu einem bekannten internationalen Schachmeister entwickelt …“

Zu Beginn des Zweiten Weltkriegs studierte Ahues in Königsberg Jura; er wurde mit 19 Jahren zur Wehrmacht eingezogen. Nach dem Krieg wurde er Lehrer in Bremen.

## Schachkomposition
1937 veröffentlichte Herbert Ahues seine erste Aufgabe, ein Jahr später war er Mitglied der Schwalbe. Er komponierte fast ausschließlich Zweizüger und war einer der produktivsten deutschen Zweizüger-Komponisten. Mehr als 4000 Aufgaben verfasste er, 410 wurden mit Preisen ausgezeichnet, viele in den FIDE-Alben veröffentlicht. Hier kam er auf 96,33 Punkte. Dafür wurde ihm von der FIDE 1976 der Titel Internationaler Meister für Schachkompositionen und 1989 der Titel Großmeister für Schachkomposition verliehen. Bereits 1962 wurde er zum Internationalen Preisrichter für Schachkomposition ernannt.
|   | a | b | c | d | e | f | g | h |   |
| 8 |   |   |   |   |   |   |   |   | 8 |
| 7 |   |   |   |   |   |   |   |   | 7 |
| 6 |   |   |   |   |   |   |   |   | 6 |
| 5 |   |   |   |   |   |   |   |   | 5 |
| 4 |   |   |   |   |   |   |   |   | 4 |
| 3 |   |   |   |   |   |   |   |   | 3 |
| 2 |   |   |   |   |   |   |   |   | 2 |
| 1 |   |   |   |   |   |   |   |   | 1 |
|   | a | b | c | d | e | f | g | h |   |

Lösung:

Es scheitern

1. Tg8–g5? (droht Sc7–e6 matt) Lg2–h3!

1. Tg8–g4? (droht Tb3xd3 matt) Lg2–f1!

1. Tg8–g3? (droht Dg1xe3 matt) Lg2–f3!

Diese Züge des weißen Turms verstellen der eigenen Dame den Weg nach g7, weshalb der schwarze Lg2 ohne Nachteil ziehen darf.

Richtig ist deshalb
1. Tg8–a8! bringt Schwarz in Zugzwang.

1. … Lg2-~ 2. Dg1–g7 matt

1. … La7–b8 2. Ta8–a4 matt

1. … Sb1–c3 2. Tb3–b4 matt

1. … Sb1–a3 oder Sb1–d2 2. Dg1–a1 matt

1. … d3–d2 2. Dg1xe3 matt
Wegweisend war 1978 seine Veröffentlichung Weiße Linienkombinationen mit thematischen Verführungen als Sonderdruck der Zeitschrift Die Schwalbe, in der er das Gebiet der Linienkombinationen systematisch klassifizierte. 1988 erschienen 600 Zweizüger von Ahues in seinem Werk Meine besten Schachprobleme. 600 ausgewählte Zweizüger und 3 Dreizüger.